# آج كا أرجون (فلم)
آج كا أرجون (بالهندية: आज का अर्जुन) (بالإنجليزية: Aaj Ka Arjun) هو فيلم درامي وجريمة باللغة الهندية عام 1990، من إخراج وإنتاج كيه سي بوكاديا وبطولة أميتاب باتشان وجايا برادا. الفيلم الذي استند إلى الفيلم التاميلي لعام 1988، En Thangachi Padichava يتبع جوهر ملحمة ماهابهاراتا، ولكن مع قصته المعدلة من منظور بهيما وأرجونا وهو انحراف عن نسخة فياسا الأصلية من ملحمة ماهابهاراتا.
عند إطلاقه، حقق الفيلم افتتاحية قياسية وحقق نجاحًا تجاريًا في شباك التذاكر، وبالتالي إحياء مهنة باتشان مؤقتًا، والذي كان يمر بمرحلة صعبة في ذلك الوقت. في حفل توزيع جوائز فيلم فير السادس والثلاثين حصلت آج كا أرجون على ترشيحين، بما في ذلك أفضل ممثلة مساعدة (راديكا) وأفضل مخرج موسيقي (لاهيري).

## ملخص
تم نبذ بهيما لمعارضتها مالك العقار المستبد تهاكور بهوبندرا سينغ. ولكن عندما يتم اختطاف ابن أخيه، يتعين عليه كسب ود نفس القرويين الجبناء الذين طردوه.

## الممثلون
- أميتاب باتشان في دور بهيم سينغ "بهيما"
- جايا برادا في دور جوري
- راديكا في دور لاكشمي سينغ
- سوريش أوبيروي في دور موهان
- كيران كومار في دور لاخان
- أنوبام خير في دور مفتش الشرطة
- أمريش بوري في دور ثاكور بوبندرا سينغ
- ريشابه شوكلا في دور أجيت سينغ
- أسراني في دور تشيكو
- بريتي سابرو في دور زوجة موهان
- بيبي جودو في دور كانهايا سينغ
- براهماشاري في حد ذاته
- برافين كومار سوبتي بنفسه
- أنيرود أجراوال في دوره

## الموسيقى التصويرية
تم تأليف الموسيقى بواسطة بابي لاهيري والكلمات كتبها أنجان. يحتوي الفيلم على أغنية لا تُنسى "Gori Hai Kalaiyan"، والتي تم تعديل لحنها من التكوين الأصلي للمخرج الموسيقي الثنائي Shankar-Jaikishan، مع أصوات مستعارة من Lata Mangeshkar و Shabbir Kumar. وفقًا لـ Box Office India، مع بيع حوالي 1800000 وحدة، كانت الموسيقى التصويرية لهذا الفيلم هي خامس أعلى ألبوم مبيعًا لهذا العام.
| #  | عنوان                  | المدة |
| -- | ---------------------- | ----- |
| 1. | "Bahena O Bahena"      | 6:24  |
| 2. | "Chali Aana Tu Pan Ki" | 7:43  |
| 3. | "Chhod Babul Ka Ghar"  | 3:51  |
| 4. | "Gori Hain Kalaiyan"   | 9:39  |
| 5. | "Mashuka Mashuka"      | 9:22  |
| 6. | "Na Ja Re" (Female)    | 6:27  |
| 7. | "Na Ja Re" (Male)      | 3:20  |

## روابط خارجية
- مقالات تستعمل روابط فنية بلا صلة مع ويكي بيانات